# 228
El 228 (CCXXVIII) fou un any de traspàs començat en dimarts del calendari julià.

## Esdeveniments
- La guàrdia pretoriana de Roma assassina el seu prefecte, Domici Ulpià.[1]